# Conférence épiscopale du Malawi
La Conférence épiscopale du Malawi est une conférence épiscopale de l’Église catholique qui rassemble les ordinaires de la hiérarchie catholique du Malawi.
La conférence est membre de l’Association des conférences épiscopales membres d’Afrique de l’Est, (Association of Member Episcopal Conferences in Eastern Africa, AMECEA), et de fait du Symposium des conférences épiscopales d’Afrique et de Madagascar, (SCEAM ou SECAM). Son président est après 2022 George Desmond Tambala (it).

## Membres

### Présidents
Le président de la conférence est en 2023 George Desmond Tambala (it), archevêque de Lilongwe, depuis le 4 février 2022.

### Vice-présidents
Le vice-président de la conférence est en 2023 Montfort Stima (de), évêque de Mangochi (jv), depuis le 4 février 2022.

### Secrétaires généraux
Le secrétaire général de la conférence est en 2023 Alfred Chaima (de), évêque de Zomba (jv), depuis le 4 février 2022.

## Sanctuaire
La conférence n’a pas, en 2023, désigné de sanctuaire national.